# Cerastium madrense
Cerastium madrense là loài thực vật có hoa thuộc họ Cẩm chướng. Loài này được S.Watson mô tả khoa học đầu tiên năm 1888.